# Bulbostylis micranthera
Bulbostylis micranthera är en halvgräsart som beskrevs av Henri Chermezon. Bulbostylis micranthera ingår i släktet Bulbostylis och familjen halvgräs.
Artens utbredningsområde är Madagaskar. Inga underarter finns listade i Catalogue of Life.